# Stade national du Costa Rica (2011)
Pour l’article homonyme, voir Stade national du Costa Rica.
Le nouveau stade national du Costa Rica est un stade de football construit à La Sabana, San José, au Costa Rica. Complété en 2011, il remplace le vieux stade national.
Le gouvernement chinois a financé la construction du stade, qui a une capacité de 35 062 spectateurs. La démolition de l'ancien stade a commencé après le match entre l'UCR (Université de Costa Rica) et Brujas FC, ainsi que le 200m où Nery Brenes a établi un nouveau record national (20:28 secondes). La construction a donc commencé le 12 mars 2009 et le nouveau stade a ouvert fin mars 2011.

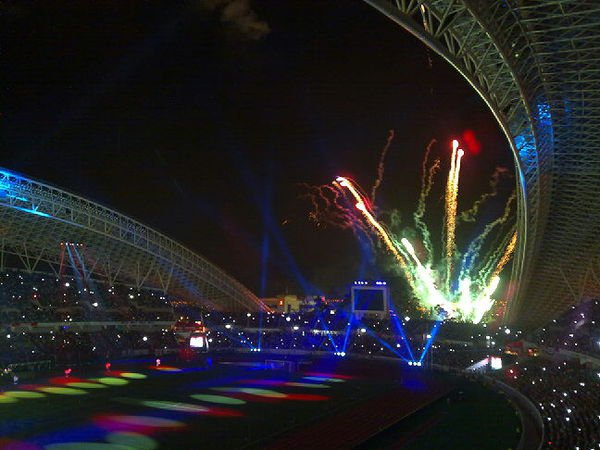
Feu d'artifice lors de l'inauguration

## Histoire
La construction du stade faisait partie des accords signés entre les présidents du Costa Rica et de la Chine, L'inauguration fut célébrée dans la nuit du samedi 26 mars 2011. 
Des activités sportives et divertissantes continuèrent jusqu'au 10 avril. Le premier match est un match amical joué lors de la nuit de l'inauguration entre la sélection nationale du Costa Rica et celle de la Chine. Le score final est de 2-2, Álvaro Saborío marquant le premier but de l'histoire du nouveau stade. 
Le 29 mars, devant 35 000 personnes, le second match oppose le Costa Rica contre l'Argentine (match nul de 0-0 à la fin). Il y eut un concert de Shakira le 10 avril suivant.
La chanteuse Lady Gaga s'y produit en concert à l’occasion de sa tournée Born This Way Ball le 3 novembre 2012.
Le stade est choisi pour accueillir en 2013 les Jeux d'Amérique centrale (à ne pas confondre avec les Jeux d'Amérique centrale et des Caraïbes) ainsi que la Coupe du monde de football féminin des moins de 17 ans en 2014.